# 維利亞尼市鎮
維利亞尼市鎮，曾是拉脫維亞的一個市鎮，設立於2009年。位於該國東南部，人口7243人，面積284.9平方公里，人口密度約25人/km2。
2021年7月1日，維利亞尼市鎮合并至雷澤克內市鎮。

## 外部連結
- 雷澤克內市鎮官方網站 （页面存档备份，存于） （拉脱维亚文） （英文） （俄文）